# احمد طیبی طرابلسی
شهاب‌الدین، احمد بن ابی‌المحاسن طِیبی طرابلُسی (متولد ۱۳۱۷ میلادی) شاعر شامی بود.